# پل بروآردل
پل بروآردل (فرانسوی: Paul Brouardel‎؛ ‏ ۱۳ فوریهٔ ۱۸۳۷ – ۲۳ ژوئیهٔ ۱۹۰۶) پزشک، آسیب‌شناس و استاد دانشگاه اهل فرانسه و از اعضای فرهنگستان ملی پزشکی فرانسه بود. 
وی مدرک دکترای پزشکی خود را در سال ۱۸۶۵ دریافت کرد و از سال ۱۸۷۳ رئیس بخش خدمات پزشکی بیمارستان پیتیه-سالپتریر شد. او همچنین از سال ۱۸۷۹ استاد رشتهٔ پزشکی قانونی دانشگاه پاریس بود. بروآردل یکی از صاحبنظران پیشرو در حوزۀ پزشکی قانونی فرانسه بود و همچنین یک مدافع پرشور در مورد تمام جنبه‌های سلامت و بهداشت عمومی این کشور محسوب می‌شد. او در خط مقدم مسائلی مانند ایمنی مواد غذایی، سل، بیماری‌های آمیزشی، کودک‌آزاری، الکلیسم و عفت عمومی قرار داشت. بروآردل تأثیر عمده‌ای بر حرفه ژرژ ژیل د لا تورت (۱۸۵۷–۱۹۰۴) متخصص نامدار مغز و اعصاب فرانسه داشت. او با همکاری اوگوستان نیکلا ژیلبر کتابی ۱۰ جلدی تحت عنوان رساله در طب و درمان (۱۸۹۵–۱۹۰۲) تألیف کرد.
وی همچنین برندهٔ جوایزی همچون نشان لژیون دونور شده است.